# Hari Singh
Hari Singh (Jammu, 30 settembre 1895 – Bombay, 26 aprile 1961) fu l'ultimo Maragià dello stato di Jammu e Kashmir. Si sposò quattro volte e dalla sua ultima moglie, Maharani Tara Devi (1910-1967), egli ebbe un figlio, Yuvraj (principe ereditario) Karan Singh.

## Biografia
Hari Singh, nacque il 23 settembre 1895 al palazzo di Amar Mahal a Jammu, unico figlio sopravvissuto del generale principe Sir Amar Singh (14 gennaio 1864-26 marzo 1909), figlio minore del generale Maharajadhiraj Sri Sir Ranbir Singh e fratello del tenente generale Maharajadhiraj Sri Sir Pratap Singh, futuro Maragià di Jammu e Kashmir.

### Educazione e preparazione al trono
Nel 1903, Hari Singh prestò servizio come Paggio d'Onore di Lord Curzon al grande Delhi Durbar. All'età di 13 anni, Hari Singh venne iscritto al Mayo College di Ajmer. L'anno successivo, il 1909, fu l'anno della morte di suo padre ed il governo inglese prese un particolare interesse nei confronti dell'educazione del giovane principe, nominandovi il maggiore H.K. Brar quale suo tutore. Dopo il Mayo College il principe ereditario entrò nell'Imperial Cadet Corps di Dehradun, ove ebbe il proprio avviamento militare, rimanendo imbevuto della politica e dell'atmosfera coloniale britannica, e dall'età di 20 anni venne nominato comandante in capo delle forze di stato di Jammu e Kashmir.

### Il regno

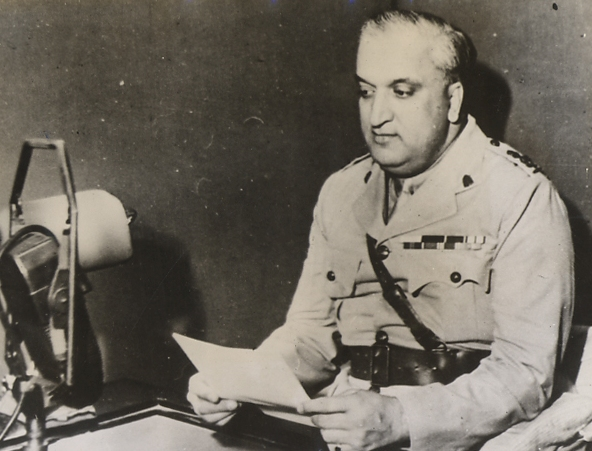
L'ultimo maharaja di Jammu e Kashmir in un discorso alla radio

A seguito della morte di suo zio, Sir Pratap Singh, nel 1925, Sir Hari Singh ascese al trono di Jammu e Kashmir. Egli rese subito obbligatoria l'istruzione nel suo Stato, introdusse leggi che proibirono il matrimonio tra bambini ed aprì nuovi posti di lavoro anche per le classi meno agiate. Singh era però ostile nei confronti del Congresso Nazionale Indiano, in parte per la sua stretta amicizia col socialista ed attivista politico Sheikh Abdullah e Jawaharlal Nehru. Egli era inoltre opposto alla Lega Musulmana ed ai suoi membri con la loro teoria delle due nazioni. Durante la Seconda guerra mondiale, dal 1944 al 1946, Sir Hari Singh fu membro del Gabinetto Imperiale di Guerra.
Nel 1947, dopo che l'India ebbe ottenuto l'indipendenza dal governo britannico, lo stato di Jammu e Kashmir ebbe l'opzione di aderire all'India o al Pakistan o di rimanere indipendente. Malgrado la maggioranza della popolazione del suo stato fosse di religione musulmana e come tale avesse intenzione di entrare nella Lega Musulmana, Hari Singh non era d'accordo ed era anzi intenzionato a mantenere indipendente il proprio stato, il che causò un ammutinamento di alcuni reggimenti nel Gilgit ed altre rivolte nell'ottobre del 1947. Il maharaja si appellò all'India per ottenere aiuti contro i rivoltosi, ma l'India si rifiutò di accettare questa proposta sino a quando il maharaja non avesse accettato di entrare a far parte del Dominion d'India.
Hari Singh siglò dunque l'Instrument of Accession il 26 ottobre 1947, entrando a far parte del Dominion d'India e rinunciando alla propria sovranità sul territorio. Questi eventi portarono alla prima guerra indo-pakistana. Pressioni da parte di Jawaharlal Nehru e Sardar Patel costrinsero Hari Singh a nominare suo figlio ed erede, Karan Singh, quale reggente di Jammu e Kashmir nel 1949, anche se egli mantenne formalmente il titolo di maharaja sino al 1952, quando venne ufficialmente abolita la monarchia. Hari Singh si ritirò a questo punto a Bombay, dove morì il 26 aprile 1961 a causa di un attacco cardiaco, all'età di 65 anni. Suo figlio Karan Singh venne nominato 'Sadr-e-Riyasat' ('Presidente della Provincia') nel 1952 e Governatore di Stato nel 1964.